# Quebrada Plazuela
Quebrada Plazuela är ett periodiskt vattendrag i Chile.   Det ligger i regionen Región de Arica y Parinacota, i den norra delen av landet, 1 700 km norr om huvudstaden Santiago de Chile. Quebrada Plazuela ligger vid sjön Lago Chungara.
Omgivningarna runt Quebrada Plazuela är i huvudsak ett öppet busklandskap. Trakten runt Quebrada Plazuela är nära nog obefolkad, med mindre än två invånare per kvadratkilometer.